# The Americans
The Americans (Los infiltrados en Hispanoamérica) es una serie de televisión estadounidense creada por el guionista Joe Weisberg para la cadena FX. Se emitió durante seis temporadas desde el 30 de enero de 2013 hasta el 30 de mayo de 2018.
Protagonizada por Keri Russell y Matthew Rhys, la serie sigue a Elizabeth y Phillip Jennings, dos oficiales de inteligencia soviéticos de la KGB que se hacen pasar por un matrimonio estadounidense que vive en Falls Church, un suburbio de Virginia en el área metropolitana de Washington D. C., con sus hijos nacidos en Estados Unidos Paige (Holly Taylor) y Henry (Keidrich Sellati). También explora el conflicto entre la oficina del FBI de Washington y la Rezidentura de la KGB allí, desde las perspectivas de los agentes de ambos lados, incluido el vecino de los Jennings, Stan Beeman (Noah Emmerich), un agente del FBI que trabaja en contrainteligencia.
The Americans fue aclamada por los críticos, muchos de los cuales la consideraron una de las mejores de su época; su escritura, personajes y actuación fueron a menudo destacados. La temporada final de la serie le valió a Rhys el premio Primetime Emmy al mejor actor principal en una serie dramática, mientras que Weisberg y Fields ganaron el premio al mejor guion de una serie dramática; también recibió el Globo de Oro a la mejor serie de televisión - Drama.

## Argumento
La historia está ambientada en los años 80 durante la gestión de Ronald Reagan (una etapa tensa entre Estados Unidos y la Unión Soviética). Los espías soviéticos del KGB Philip y Elizabeth Jennings han vivido los últimos quince años en las afueras de Washington D. C. como un supuesto matrimonio. Su relación, en la que hay dos hijos de por medio que desconocen esta doble vida, comienza a complicarse a medida que se adentran en la vida estadounidense.
Sus operaciones secretas se ponen en riesgo tras la muerte de uno de sus oficiales y la llegada al vecindario de un agente del FBI especialista en contraespionaje, Stan Beeman, quien mantiene una relación tensa con su mujer debido al trabajo.
Aunque The Americans se establece en hechos de ficción, se basa en notas del libro del agente del KGB, Vasili Mitrojin, y anécdotas de agentes del FBI, y utiliza un concepto de época anterior a la actual para dar más credibilidad.

## Elenco
La mayoría de los nombres rusos no incluyen el apellido. En las escenas que tienen lugar en la embajada soviética, los personajes se llaman de manera familiar, pero respetuosamente, utilizando el nombre de pila y su patronímico, sin incluir apellidos. "Ivanovich" significa "hijo de Iván", y "Sergeevna" quiere decir "hija de Sergei".
| Personaje                     | Interpretado por      | Temporadas | Temporadas | Temporadas | Temporadas | Temporadas | Temporadas |
| Personaje                     | Interpretado por      | 1          | 2          | 3          | 4          | 5          | 6          |
| ----------------------------- | --------------------- | ---------- | ---------- | ---------- | ---------- | ---------- | ---------- |
| Elizabeth Jennings (Nadezhda) | Keri Russell          | Principal  | Principal  | Principal  | Principal  | Principal  | Principal  |
| Philip Jennings (Mischa)      | Matthew Rhys          | Principal  | Principal  | Principal  | Principal  | Principal  | Principal  |
| Chris Amador                  | Maximiliano Hernández | Principal  |            |            |            |            |            |
| Paige Jennings                | Holly Taylor          | Principal  | Principal  | Principal  | Principal  | Principal  | Principal  |
| Henry Jennings                | Keidrich Sellati      | Principal  | Principal  | Principal  | Principal  | Principal  | Principal  |
| Stan Beeman                   | Noah Emmerich         | Principal  | Principal  | Principal  | Principal  | Principal  | Principal  |
| Nina Sergeevna Krilova        | Annet Mahendru        | Recurrente | Principal  | Principal  | Principal  |            |            |
| Sandra Beeman                 | Susan Misner          | Recurrente | Principal  | Principal  | Recurrente |            |            |
| Martha Hanson                 | Alison Wright         | Recurrente | Principal  | Principal  | Principal  | Recurrente |            |
| Arkady Ivanovich Zotov        | Lev Gorn              | Recurrente | Recurrente | Principal  | Principal  |            | Recurrente |
| Oleg Igorevich Burov          | Costa Ronin           |            | Recurrente | Principal  | Principal  | Principal  | Principal  |
| Frank Gaad                    | Richard Thomas        | Recurrente | Recurrente | Principal  | Principal  |            |            |
| William Crandall              | Dylan Baker           |            |            |            | Principal  |            |            |
| Dennis Aderholt               | Brandon J. Dirden     |            |            | Recurrente | Principal  | Principal  | Principal  |
| Claudia                       | Margo Martindale      | Recurrente | Recurrente | Recurrente | Recurrente | Recurrente | Principal  |

- Keri Russell como Elizabeth Jennings (Nadezhda).
- Matthew Rhys como Phillip Jennings (Mischa).
- Frank Langella como Gabriel, supervisor del KGB.
- Noah Emmerich como Stan Beeman, agente del FBI.
- Margo Martindale como Claudia, supervisora del KGB.
- Annet Mahendru como Nina, secretaria de Arkady.
- Holly Taylor como Paige Jennings, hija del matrimonio Jennings.
- Keidrich Sellati como Henry Jennings, hijo del matrimonio Jennings.
- Susan Misner como Sandra Beeman, esposa de Stan Beeman.
- Alison Wright como Martha Hanson, secretaria del Agente Gaad.
- Lev Gorn como Arkady Ivanovich, el Rezidente del KGB.

## Episodios
| Temporada | Temporada | Episodios | Episodios | Emisión original      | Emisión original    |
| Temporada | Temporada | Episodios | Episodios | Primera emisión       | Última emisión      |
| --------- | --------- | --------- | --------- | --------------------- | ------------------- |
|           | 1         | 13        | 13        | 30 de enero de 2013   | 1 de mayo de 2013   |
|           | 2         | 13        | 13        | 26 de febrero de 2014 | 21 de mayo de 2014  |
|           | 3         | 13        | 13        | 28 de enero de 2015   | 22 de abril de 2015 |
|           | 4         | 13        | 13        | 16 de marzo de 2016   | 8 de junio de 2016  |
|           | 5         | 13        | 13        | 7 de marzo de 2017    | 30 de mayo de 2017  |
|           | 6         | 10        | 10        | 28 de marzo de 2018   | 30 de mayo de 2018  |

## Producción

### Concepto
The Americans fue delineada por su creador Joe Weisberg, un ex oficial de la CIA. La serie se centra en la vida personal y profesional de la familia Jennings, un matrimonio de agentes encubiertos soviéticos ubicados en el área de Washington D. C. en la década de 1960 y sus hijos nacidos en Estados Unidos, inicialmente desprevenidos. La historia retoma a principios de la década de 1980. El creador del programa ha descrito la serie como centrada en lo personal, a pesar de su contenido político: "Las relaciones internacionales son solo una alegoría de las relaciones humanas. A veces, cuando estás luchando en tu matrimonio o con tu hijo, se siente como una cuestión de vida o muerte. Para Philip y Elizabeth, a menudo lo es". Joel Fields, el otro productor ejecutivo, describió la serie como trabajando en diferentes niveles de realidad: el mundo ficticio del matrimonio entre Philip y Elizabeth, y el mundo real que involucra las experiencias de los personajes durante la Guerra Fría.
En 2007, después de dejar la CIA, Weisberg publicó An Ordinary Spy, una novela sobre un espía que está completando las etapas finales de su entrenamiento en Virginia y está siendo transferido al extranjero. Después de leer la novela de Weisberg, el productor ejecutivo Graham Yost descubrió que Weisberg también había escrito un piloto para una posible serie de espías. Yost leyó el piloto y descubrió que era "molestamente bueno", lo que llevó a desarrollar el programa.
Weisberg dice que la CIA le dio sin querer la idea de una serie sobre espías, y explica: "Cuando estaba haciendo el examen del polígrafo para entrar, me hicieron la pregunta: '¿Te unes a la CIA para ganar experiencia sobre la comunidad de inteligencia para poder escribir sobre ella más tarde?', algo que nunca se me había ocurrido. Me uní a la CIA porque quería ser espía. Pero en cuanto me hicieron esa pregunta... pensé: 'Ahora voy a suspender el examen'". El trabajo en la CIA, que Weisberg describió más tarde como un error, le ha ayudado a desarrollar varias historias de la serie, basando algunas de ellas en historias de la vida real.
Weisberg se vio parcialmente influenciado a la hora de escribir un guion piloto para la serie por los acontecimientos de 2010 del Programa Illegals. Su material de investigación incluía notas sobre la Guerra Fría de la KGB dejadas por Vasili Mitrokhin y conversaciones con algunos de sus antiguos colegas de la CIA. Sin embargo, alejándose de las circunstancias que rodearon al Programa Illegals, dijo que optó por situar la historia a principios de los años 1980 porque "un [escenario] moderno no parecía una buena idea", añadiendo: "La gente estaba a la vez conmocionada y al mismo tiempo se encogió de hombros ante el escándalo [de 2010] porque ya no parecía que fuéramos realmente enemigos de Rusia. Una forma obvia de remediar eso para la televisión era remontarla a la Guerra Fría". En una entrevista de 2017, Weisberg dijo que el programa se esforzó por resistir la influencia del clima político actual: "Lo que no queremos es que la gente vea el programa y piense 'Oh, esos escritores inteligentes, hicieron pequeñas cosas aquí y allá que tienen que ver con Donald Trump o lo que está pasando con Rusia hoy'".

### Casting
Weisberg dijo que no tenía idea de quién protagonizaría la serie antes de que comenzara el casting. El presidente de FX, John Landgraf, tuvo la idea de elegir a Keri Russell para la serie. Leslie Feldman, la directora de casting de DreamWorks, vio a Matthew Rhys en una obra de teatro y se lo sugirió a Weisberg. Russell y Rhys se habían conocido brevemente en una fiesta años antes, pero no fueron presentados por completo. Ambos se sintieron atraídos por la serie debido a su enfoque en la relación entre sus personajes. Rhys dijo: "Tienes a dos personas que han llevado la vida más increíblemente extraña juntas con apuestas increíblemente altas, en esta escena de domesticidad que es una mentira absoluta, y al final del piloto se encuentran por primera vez".
Russell describió el guion piloto como "interesante", y continuó: "Estaba muy lejos de ser un procedimiento. Y [originalmente] no sabía que quería hacerlo... Nunca quiero hacer nada. Pero no podía dejar de pensar en ello". Rhys dijo sobre su personaje: "Cuando lo conoces, está en este gran punto de inflexión en su vida donde todo está cambiando para él... Es el paquete completo para un actor. Es un sueño".
Noah Emmerich inicialmente dudó sobre aceptar un papel en la serie. Explicó: "La verdad es que, desde el principio, pensé: 'No quiero hacer un programa de televisión en el que lleve un arma o una placa. Terminé con las armas y las placas. Simplemente no quiero hacer eso más'. Cuando lo leí por primera vez, pensé: 'Sí, es realmente interesante y muy bueno, pero no quiero ser un tipo del FBI'". Su amigo, Gavin O'Connor, quien dirigió el episodio piloto, lo convenció de que analizara más de cerca el papel. Emmerich declaró que respondía al aspecto del matrimonio y la familia.
Después de ser recurrentes en la primera temporada, Susan Misner, Annet Mahendru y Alison Wright, quienes interpretan a Sandra Beeman, Nina y Martha Hanson, respectivamente, fueron promovidas a personajes regulares de la serie a partir de la segunda temporada. Después de ser recurrentes en las dos primeras temporadas, Lev Gorn, quien interpreta a Arkady Ivanovich, fue promovido a personaje regular de la serie para la tercera temporada.

### Escritura
Weisberg escribió los dos primeros episodios de la serie. Landgraf, que no conocía a Weisberg pero le gustaba la serie, le sugirió a Weisberg que trabajara junto a Joel Fields como co-showrunner y el otro escritor principal. Fields, a su vez, persuadió al guionista de televisión Joshua Brand, con quien había estado trabajando en un nuevo piloto, para que se uniera al equipo de guionistas del programa como productor consultor poco después del comienzo; entre ellos, Weisberg, Fields y Brand escribieron o coescribieron diez de los trece episodios de la primera temporada. En la segunda temporada, Gibson escribió un episodio y el programa agregó otros productores al equipo de guionistas: el guionista y periodista Stephen Schiff, el dramaturgo y autor de libros infantiles Peter Ackerman y la dramaturga Tracey Scott Wilson. Los seis escritores (Weisberg, Fields, Brand, Schiff, Ackerman y Wilson) permanecieron en el programa durante toda su duración. Además, la dramaturga y editora de historias, Hilary Bettis, se sumó al equipo de guionistas en la quinta temporada, y el coordinador de guion de Americans, Justin Weinberger, y la asistente del showrunner, Sarah Nolen, se sumaron al equipo de guionistas en la sexta y última temporada.

## Recepción

### Recepción de la crítica
A lo largo de su emisión, la serie recibió elogios generalizados de la crítica. El American Film Institute incluyó a The Americans como una de las diez mejores series de televisión de 2013, 2014, 2015, 2016 y 2018.
Después de que terminó su carrera de seis temporadas, Tim Goodman de The Hollywood Reporter consideró a The Americans como uno de los dramas del "Salón de la Fama" y afirmó que era uno de sus cinco dramas televisivos favoritos de todos los tiempos. IndieWire y Paste la nombraron la mejor serie de televisión de FX de todos los tiempos. The New York Times nombró a la serie uno de los mejores 20 dramas televisivos desde Los Soprano, mientras que Vice la llamó " Los Soprano de esta década". En septiembre de 2019, The Guardian clasificó al programa en el puesto 43 de su lista de los 100 mejores programas de televisión del siglo XXI, afirmando que el "drama magnífico y de combustión lenta" fue "terminalmente pasado por alto en favor de tarifas más llamativas y endebles". En septiembre de 2022, la revista Rolling Stone clasificó al programa en el puesto 14 de su lista de los 100 mejores programas de televisión de todos los tiempos.

### Temas
The Americans explora temas complejos de lealtad, identidad y moralidad, a menudo enmarcando estos temas dentro del contexto del espionaje de la Guerra Fría y la dinámica familiar. Central para la serie es el matrimonio entre Philip y Elizabeth Jennings, quienes luchan con su lealtad soviética y su creciente afinidad por la cultura estadounidense. Weisberg lo ha descrito como "esencialmente sobre un matrimonio", usando el espionaje internacional como una metáfora de los secretos personales y los conflictos dentro de las relaciones. Los académicos Hopf y Creighton han argumentado que la metáfora funciona en ambos sentidos, con la serie usando el matrimonio de los Jennings para personalizar la Guerra Fría. El curso de la amistad de Philip y Stan, con sus complejidades y traiciones, se compara con el desarrollo y la ruptura de un matrimonio.
Otro tema recurrente es el conflicto entre la moralidad personal y el deber hacia el país. Philip y Elizabeth a menudo se enfrentan a dilemas morales que ponen su sentido del deber en desacuerdo con su compasión, especialmente en sus interacciones con sus hijos y vecinos estadounidenses. Esta tensión se ve acentuada por el escenario histórico del programa a principios de la década de 1980, una época marcada por la polarización política y el aumento de las tensiones nucleares entre los Estados Unidos y la Unión Soviética. La paternidad también surge como un tema central, ya que Philip y Elizabeth lidian con los desafíos de criar a sus hijos mientras mantienen su tapadera. Smita Rahan, de la Universidad Johns Hopkins, ha argumentado que la serie retrata la maternidad como una influencia efectivamente corruptora. La tensión de sus dobles vidas los obliga a tomar decisiones difíciles que afectan el futuro de su familia.